# كاثرين بولوك (كيميائية)
كاثرين بولوك (بالإنجليزية: Kathryn Bullock)‏ هي كيميائية أمريكية، ولدت في 24 سبتمبر 1945 في برتلسفيل في الولايات المتحدة.